# Cratérope à tête noire
Turdoides reinwardtii
Espèce
Statut de conservation UICN

 LC  : Préoccupation mineure
Le Cratérope à tête noire (Turdoides reinwardtii) est une espèce de passereaux de la famille des Leiothrichidae.
Son aire s'étend essentiellement à travers la savane soudanienne occidentale.

## Répartition et sous-espèces
Selon la classification de référence du Congrès ornithologique international (14.2, 2024) :
- T. r. reinwardtii (Swainson, 1831) — du Sénégal au Sierra Leone ;
- T. r. strictilaema (Alexander, 1901) — de la Côte d'Ivoire à la République centrafricaine et le nord du bassin du Congo.